# Pietra dura

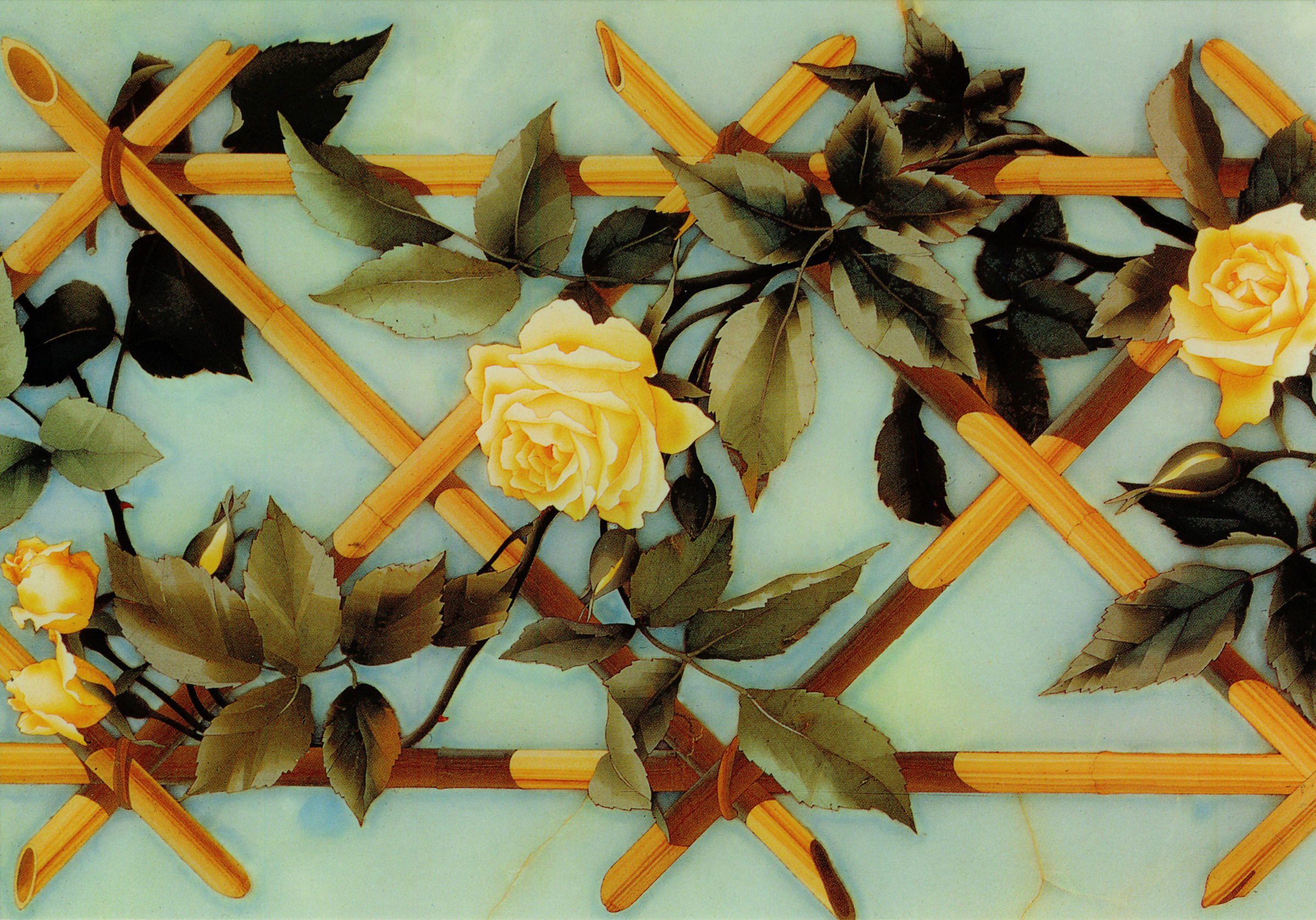
Részlet a Museo dell'Opificio delle Pietre Dure, Florence gyűjteményéből. 1882

Pietra dura – vagy ahogy Dél-Ázsiában nevezik: parchin kari – olyan intarziatechnika, amellyel kivágott és felszeletelt, rendkívül finomra csiszolt színes köveket illesztenek szintén kő alapba, és ezek segítségével festmény hatású képeket hoznak létre dekorációs céllal. Neve a pietre dure (olasz: „kemény kövek”) egyes száma, néha „firenzei mozaik” néven is említik.
A kőfaragás után a kivágott darabokat a sík kőlapon az előzőleg a mintának megfelelően kimélyített vágatokba helyezik és odaragasztják. A megfelelő csiszolás után az egyes szakaszok illesztési rései gyakorlatilag láthatatlanok. A stabilitás fokozható, ha az egyes köveket olyan formák szerint illesztik össze, hogy azok öntartóak maradjanak. Általában a keletkező panel teljesen sík, de ismert néhány munka, ahol a kép kidomborodik, vagy lesüllyed a környező alapréteghez képest.
Különböző típusú és színű köveket használtak erre a célra, különösen kedveltek voltak a színes márványok, de féldrágaköveket, drágaköveket, kagylókat és igazgyöngyöket is felhasználtak ehhez a technikához. Speciális eszközökre van szükség ilyen anyagok megmunkálásához, hasonlókhoz, mint amelyeket a gyémánt vágásakor használnak.
Bár a mozaiktechnikát az ókori görögök és rómaiak is alkalmazták a díszítőművészetben, kifinomult, intarziás kő- és féldrágakő-berakásokkal először Rómában találkozni a 16. században, majd a reneszánsz idején Firenzében éledt újjá, és fejlődött ki teljes szépségében a 17-18. században. 1588-ban a Ferdinánd de 'Medici létrehozta az Opificio delle Pietre dure („Kemény kövek műhelye”) intézetét. Ez vált ismertté Európa-szerte a maga képi elemeivel, jellemzően madarakkal és virágokkal vagy tájakkal díszített tárgyaival. Olasz iparművészek a 17. században az indiai mogulok udvarában is meghonosították, ahol temetkezési épületek, udvari épületek, paloták kedvelt díszítőeleme lett (→Tádzs Mahal).
Jellemzően épületek belső és külső felületeit dekorálták ezzel az eljárással, de kőből készült berendezési tárgyak díszítései között is gyakran előfordul, így kádak, asztalok, vázák, urnák, tálak és különböző belsőépítészeti megoldások (lépcsők, oszlopok, elválasztóelemek) kedvelt technikája a modern korban is.

## Külső hivatkozások
- Image of Byzantine antecedent
- Photos of Indian examples Archiválva 2005. március 19-i dátummal a Wayback Machine-ben